# Народна партія Каталонії
Народна партія Каталонії (кат. Partit Popular de Catalunya, скорочено PP de Catalunya, ісп. Partido Popular de Cataluña) — права консервативно-ліберальна партія Каталонії, що виступає не тільки проти незалежності Каталонії, але і проти зміцнення її самоуправління. Ця партія є частиною «Народної партії Іспанії».
Партія виступила проти реформи Статуту Автономної області Каталонії у 2006 р., вважаючи, що такі зміни є прихованою ревізією конституції Іспанії.
За результатами виборів 1 листопада 2006 р. до Парламенту Каталонії партія представлена 14 депутатом (четверта за чисельністю депутатська група). За результатами муніципальних виборів 2007 р. мерами трьох міст Каталонії стали представники «Народної партії Каталонії».

## Вибори до Парламенту Каталонії
| Рік виборів | Кандидат на посаду Голови Парламенту | Кількість відданих голосів | % голосів | Кількість депутатів | Позиція депутатської групи |
| ----------- | ------------------------------------ | -------------------------- | --------- | ------------------- | -------------------------- |
| 1992 р.     | Алеш Бідал-Куадрас                   | 157.772                    | 5,97 %    | 7                   | 5                          |
| 1995 р.     | Алеш Бідал-Куадрас                   | 421.752                    | 13,08 %   | 17                  | 3                          |
| 1999 р.     | Альберто Фернандес-Діас              | 297.265                    | 9,51 %    | 12                  | 3                          |
| 2003 р.     | Жузеп Піке                           | 393.499                    | 11,9 %    | 15                  | 4                          |
| 2006 р.     | Жузеп Піке                           | 313.479                    | 10,64%    | 14                  | 4                          |